# EMD type F

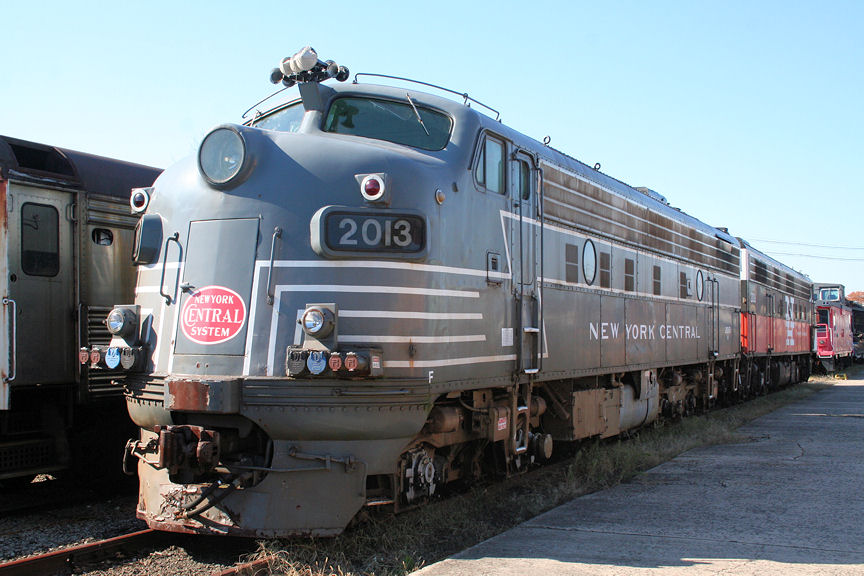
Une EMD FL9 au musée du chemin de fer de Danbury portant la livrée des trains de voyageurs du New York Central. Le NYC n'a cependant jamais possédé de FL9.

Les unités F de EMD (F-unit) sont une ligne de locomotives diesel-électriques produites entre novembre 1939 et novembre 1960 par General Motors Electro-Motive Division et General Motors-Division Diesel.
L'assemblage final de tous les unités F a été fait à l'usine GM-EMD de La Grange, Illinois aux États-Unis et à l'usine GMDD de London, Ontario, au Canada.
Ils ont été vendus à des compagnies de chemin de fer des États-unis, du Canada, et du Mexique, quelques-uns ont été exportés vers l'Arabie Saoudite.
Les unités F ont été les plus réussies de la « première génération » des machines diesel de route (pour lignes principales) en Amérique du Nord, et ont été en grande partie responsables du remplacement des locomotives à vapeur en service marchandises. Avant cela, les unités diesel ont été pour la plupart construits en tant que locotracteurs, et utilisées uniquement dans les gares de triage.
La construction des unités F se répartit entre machines de type A (unités A) avec une cabine de conduite, et des machines de type B (unités B) sans cabine de conduite et attelées à des unités A.

## Conception et apparence
Les unités F ont été à l'origine conçues pour les services de fret, bien que de nombreux exemplaires sans générateurs de vapeur (pour le chauffage des voitures de voyageurs)  ont été utilisés pour des trains de voyageurs courts et diurnes. Certaines compagnies sont équipés un petit nombre de leurs F avec les générateurs de vapeur pour des services des passagers longs. D'autre part, le Santa Fe a maintenu une vaste flotte de F3 et F7 entièrement équipées et prévues pour la haute vitesse, portant la livrée « warbonnet » rouge, argent et jaune de la compagnie et dédiés aux trains de prestige de la compagnie tels que le « Chief (en) », le « Super Chef (en) », et « El Capitan (en) ». Presque tous les unités F étaient de type BB, ce qui signifie qu'ils sont équipés de bogies à deux essieux Blomberg B, avec tous les essieux motorisés. Le premier moteur des unités F a été un moteur seize cylindres deux temps de la série EMD 567 à compresseur, passant progressivement du 16-567 au 16-567D.
Structurellement, la locomotive est de type « carbody (en) », avec la caisse comme la principale structure portante, conçu comme un pont en poutre en treillis et couverte de panneaux. Le « nez bulldog (en) » est une caractéristique distinctive de la locomotive et a fortement marqué l'esprit du public.

## Dénomination
Le terme unité F désigne les numéros de modèle donnée pour chaque type (F3, F7, etc.), toutes commençant par la lettre F. Le « F »  signifie à l'origine Fourteen (quatorze), pour 1 400 chevaux, et non F comme « Freight » (Marchandises). Plus E-unités de service passagers a eu un double 900 puissance des moteurs diesel (appelé "forces vives" dans ce type d'application). Le « E » signifie Eighteen (dix-huit) comme dans de 1 800 chevaux. De même, pour les modèles premiers locotracteurs EMD, « S » signifie Six cents et « N » signifiait Nine (neuf) pour 900 chevaux.
Les unités F ont parfois connues sous le nom de « wagons couverts », en raison de la similitude d'aspect de la toiture d'une unité F et le toit de toile d'un wagon Conestoga, chariot hippomobile utilisé dans l'expansion vers l'ouest des États-unis au cours de la fin du XVIIIe et le XIXe siècle. Quand un train n'incluait que des unités F, le train était alors appelé un train de wagons. Ces deux appellations sont toujours populaires auprès de la communauté des « railfan ».

## Types de machines et unités produites

### Tableau récapitulatif des unités produites
| Désignation | Années de constructions | Total produit                     | Arrangement des roues          | Moteur primaire                                                                            | Puissance fournie                                                                              | Image                                                                                        |
| ----------- | ----------------------- | --------------------------------- | ------------------------------ | ------------------------------------------------------------------------------------------ | ---------------------------------------------------------------------------------------------- | -------------------------------------------------------------------------------------------- |
| FT          | 1939–1945               | 1096 555 unités A, 541 unités B   | B-B (B-B+B-B avec une unité B) | EMD 16-567 EMD 16-567A                                                                     | 2,700 chevaux (avec une unité B)                                                               |                                                                                              |
| F2          | 1946                    | 104 74 unités A, 30 unités B      | B-B                            | EMD 16-567B                                                                                | 1,350 chevaux (1000 kW)                                                                        |                                                                                              |
| F3          | 1946–1949               | 1807 1111 unités A, 696 unités B  | B-B                            | EMD 16-567B                                                                                | 1,500 chevaux (1,100 kW)                                                                       |                                                                                              |
| F7          | 1949–1953               | 3849 2366 unités A, 1483 unités B | B-B                            | EMD 16-567B                                                                                | 1,500 chevaux (1,100 kW)                                                                       |                                                                                              |
| FP7         | 1949–1953               | 381 381 unités A, pas d'unités B  | B-B                            | EMD 567B                                                                                   | 1,500 chevaux (1,200 kW)                                                                       | Western Pacific 805-A, an FP7 preserved at the Western Pacific Railroad Museum in California |
| F9          | 1953–1960               | 255 99 unités A, 156 unités B     | B-B                            | EMD 16-567C                                                                                | 1,750 chevaux (1200 kW)                                                                        |                                                                                              |
| FP9         | 1954–1959               | 090 90 unités A, pas d'unités B   | B-B                            | EMD 567C                                                                                   | 1,750 chevaux (1,300 kW)                                                                       | RLGN 1400 at Waterloo, Ontario, October 7, 2003                                              |
| FL9         | 1956–1960               | 90 60 unités A, pas d'unités B    | B-A1A                          | EMD 567C ou EMD 567D1 équipé d'un moteur 660V courant continu (captage par troisième rail) | Avec un moteur 567C : 1,750 chevaux (1,300 kW); Avec un moteur 567D1: 1,800 chevaux (1,340 kW) |                                                                                              |

### Développement de la gamme
Le type FT, introduit en 1939 avec le nouveau moteur de 1 350 chevaux (1.01 MW) 567 et des bogies Blomberg B, a été un succès de la conception, et est resté en production au cours de la Seconde Guerre mondiale.
Le F3 (1946) a un autre type de toit qui comprend le remplacement du frein dynamique en forme de boîte des FT par deux grilles en sous-toit, deux échappements au lieu de quatre, et quatre ventilateurs de refroidissement regroupés au lieu de deux paires séparées. Le F3 est également plus long de deux pieds (60 cm) les FT pour permettre l'installation d'un jeu d’engrenages standard l'arrière de la machine. Le moteur 567B moteur est poussé à une puissance de 1 500 chevaux (1.1 MW). Certains F3 ont été surnommés les « chickenwire » (grillage à poules) à cause de la forme des grilles d'entrée d'air pour le refroidissement du moteur situés sur les côtés de la caisse.
Les F7 (1949) et F9 (1954) ont été des évolutions, le F7 a des moteurs de traction améliorés, le F9 un moteur de 1 750 chevaux (1.30 MW) type 567C. Un auvent sur les échappements change l'apparence de ces unités par rapport aux F3.
Il y avait aussi des versions plus longues de 4 pieds (120 cm), les FP7 et FP9, la longueur supplémentaire était due à la présence d'un réservoir d'eau supplémentaire. Un seul modèle F n'a pas de bogies types Blomberg B, les FL9 avaient un bogie léger type Flexicoil B à l'avant et un bogie standard pour trains de voyageurs type A-1-A à l'arrière.
Il convient de noter que les descriptions des modèles sont ceux de construction, les locomotives EMC/EMD sont souvent reconstruites par la suite à de nouveaux standards,.

## Conception technique

### Moteur et du groupe motopropulseur
La série F utilise une version de 16 cylindres du moteur 567, introduit en 1939. Le 567 a été conçu spécifiquement pour les locomotives de chemin de fer, un moteur atmosphérique à deux temps, de type V à 45 degrés, avec 567 cu (9.29 L) de déplacement par cylindre, pour un total de 9,072 cu (148.66 L) de déplacement. Un programme d'amélioration des moteurs a vu le moteur d'origine des FT passant de 1 350 chevaux (1.01 MW) à une puissance de 1 800 chevaux (1.3 MW) pour les FL9 à la fin de la production des unités F. Un générateur à courant continu alimente quatre moteurs de traction, deux sur chaque bogie. Le bogie Blomberg B utilisé pour les FT est devenu le standard de production pour EMD, utilisé jusqu'en 1995. EMC/EMD a ainsi construit toutes ses composantes majeures depuis 1939,,,.

### Service voyageurs

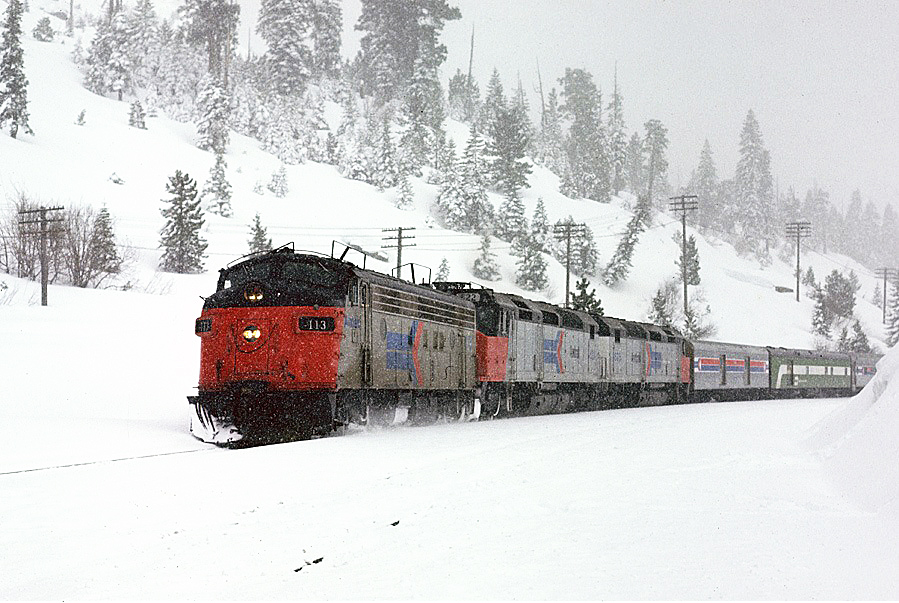
Amtrak n°113, un EMD FP7, menant deux EMD SDP40Fs en tête du San Francisco Zéphyr à Yuba Gap, 1975.

Bien que les unités F ont été conçues à l'origine pour le service de fret, de nombreux exemplaires ont été utilisés pour des trains de voyageurs. Le démonstrateur FT de EMC est équipé d'un générateur de vapeur dans les unités B pour permettre le chauffage des voitures voyageurs. Plusieurs compagnies ont profité du grand espace à l'arrière de leurs unités B pour ajouter des générateurs de vapeur. La première FT construite exclusivement pour le service passagers était le groupe de quatre machines n°167 du Santa Fe en février 1945. Sur la base de cette expérience, EMD a proposé une option de générateur de vapeur sur toutes les unités F. Il est monté à l'arrière du châssis ; la présence d'un générateur de vapeur à bord d'une locomotive peut être reconnue par la cheminée d'échappement et les soupapes de sûreté en saillie à l'arrière de la toiture.
Les unités F sont très populaires pour les rampes en montagne (cela est recommandé par EMD), parce qu'un ensemble de quatre machines a plus d'essieux moteurs qu'un trio d'unités E de puissance équivalente (seize contre douze) et donc moins de chance de surcharge des moteurs de traction. En outre, un groupe de quatre unités F a tout son poids réparti sur les roues motrices et est de ce fait capable d'un plus grand effort de traction. Le AT&SF Super Chef, le CB&Q/D&RGW/WP California Zephyr, et le GN Empire Builder ont tous utilisé des unités F sur leurs lignes allant de  Chicago à la côte Ouest dans les années 1950. Le F7 est également populaire pour les lignes de banlieue et d'autres services de passagers à trains courts.

### Options
Il y avait plusieurs options qui pourraient être demandées par les clients, tels que le type et l'emplacement de montage de klaxons, cloches, etc.

#### Freins dynamiques
Les freins dynamiques sont commandées par les compagnies exploitant des unités F sur des terrains montagneux aux pentes abruptes.

#### Attelages
Un attelage de type passagers ou marchandises pouvait être commandé. Le modèle pour trains de passagers est similaire au standard présent sur les unités E EMD, et est délicatement incliné vers le bas à partir de la partie inférieure du nez, dans l'alignement du phare. L'attelage est rétractable et caché par un capot. Le résultat donne une belle apparence à ma machine, qui renforce l'impression de puissance et de rapidité.
L'attelage fret est incurvé vers l'intérieur un peu en dessous de la partie inférieure du nez avant d'avoir une inclinaison plus prononcée, pour donner plus d'espace à l'attelage et aux tuyaux. L'attelage est
fixe et en saillie au travers d'une ouverture rectangulaire dans le chasse-pierres.